# Provincia di Phitsanulok
La provincia di Phitsanulok si trova in Thailandia e fa parte del gruppo regionale della Thailandia del Nord. Si estende per 10.815 km², ha 849 841 abitanti (2020) e il capoluogo è il distretto di Mueang Phitsanulok, dove si trova la città principale Phitsanulok.

## Geografia antropica

Mappa degli Amphoe

La provincia è suddivisa in 9 distretti (amphoe). Questi a loro volta sono suddivisi in 93 sottodistretti (tambon) e 1032 villaggi (muban).
| 1. Mueang Phitsanulok 2. Nakhon Thai 3. Chat Trakan 4. Bang Rakam 5. Bang Krathum 6. Phrom Phiram 7. Wat Bot 8. Wang Thong 9. Noen Maprang |

### Amministrazioni comunali
L'unico comune ad avere lo status di città maggiore (thesaban nakhon) in provincia è Phitsanulok, che ha 64 068 residenti (2020). Il comune di Aranyik è l'unica città minore (thesaban mueang) e ha 30 414 residenti. La più popolata tra le municipalità di sottodistretto (thesaban tambon) è Noen Kum, con 12 005 residenti.